# Trung tâm Quốc tế Viên
Trung tâm Quốc tế Viên, viết tắt tiếng Anh là VIC (Vienna International Centre) là tổ hợp khuôn viên và tòa nhà của Trụ sở Liên Hợp Quốc tại Viên (UNOV, United Nations Office at Vienna), cùng với trụ sở của Cơ quan Năng lượng Nguyên tử Quốc tế IAEA.
Nó còn được gọi là "Thành phố UNO".

## Khái quát
VIC được kiến trúc sư người Áo Johann Staber thiết kế, được xây dựng từ năm 1973 đến năm 1979, tại phía bắc sông Danube. Ý tưởng ban đầu của việc thành lập một tổ chức quốc tế tại Viên đến từ Thủ tướng Áo, Bruno Kreisky.
Sáu tòa tháp văn phòng hình chữ Y bao quanh một tòa nhà hình trụ có diện tích sàn là 230.000 mét vuông. Tháp cao nhất cao 127 mét với 28 tầng.
Khoảng 5.000 người làm việc tại VIC, nơi cung cấp các cơ sở ăn uống và mua sắm (xem chi tiết bên dưới) và bưu điện (mã bưu điện 1400 Wien). Hai ngân hàng, gồm ngân hàng Áo và ngân hàng Bawag PSK, cùng các văn phòng Liên minh Tín dụng Liên bang Liên hợp quốc (United Nations Federal Credit Union), đại lý du lịch và các dịch vụ thương mại khác có văn phòng tại chỗ.
VIC là một khu vực đặc quyền, không thuộc thẩm quyền của luật pháp địa phương .
Bổ sung cho việc loại bỏ amiăng tại VIC hồi đầu những năm 2000, một tòa nhà hội nghị mới, trước đây được gọi là "C2", bây giờ được gọi là "Tòa nhà M", được xây dựng trên bãi đậu xe hiện tại gần khu vực phía nam của khuôn viên, và đưa vào phục vụ trong năm 2009.
Tòa nhà M đã tổ chức tất cả các hội nghị trong suốt quá trình cải tạo tòa nhà C (trước đây là trung tâm hội nghị chính) từ năm 2009-2013. Cả hai tòa nhà M và C hiện đang được sử dụng cho các cuộc họp. Các hội nghị rất lớn có thể được tổ chức tại trung tâm Viên (ACV), một trung tâm hội nghị và triển lãm riêng biệt có công suất 6.000, nằm trong khuôn viên trường VIC của UNO-City. ACV có một kết nối trong nhà với các tòa nhà của VIC. Nó được bảo vệ bởi nhân viên an ninh của Liên hợp quốc, vì VIC có vị thế ngoại đạo; ACV thì không.

## Tổ chức
Cùng với các trụ sở Liên Hợp Quốc tại New York, Geneva và Nairobi, tại VIC có trụ sở của các tổ chức:
- Ủy ban trù bị cho Tổ chức Hiệp ước Cấm thử Hạt nhân Toàn diện (CTBTO, tiếng Đức: Organisation des Vertrags über das umfassende Verbot von Nuklearversuchen)
- Cơ quan Năng lượng Nguyên tử Quốc tế (IAEA, tiếng Đức: Internationale Atomenergieorganisation, IAEO)
- Ủy ban Liên Hợp Quốc về Luật Thương mại quốc tế (UNCITRAL, tiếng Đức: Kommission der Vereinten Nationen für internationales Handelsrecht)
- Tổ chức Phát triển Công nghiệp Liên Hợp Quốc(UNIDO, tiếng Đức: Organisation der Vereinten Nationen für industrielle Entwicklung)
- Văn phòng Liên Hợp Quốc về chống Ma túy và Tội phạm (UNODC, tiếng Đức: Büro der Vereinten Nationen für Drogen- und Verbrechensbekämpfung)
- Cao ủy Liên Hợp Quốc về người tị nạn (UNHCR, tiếng Đức: Hoher Flüchtlingskommissar der Vereinten Nationen)
- Văn phòng Liên Hợp Quốc về Không gian Vũ trụ (UNOOSA, tiếng Đức: Büro der Vereinten Nationen für Weltraumfragen)
- Ủy ban Quốc tế về Bảo vệ Sông Danube (ICPDR, tiếng Đức: Internationale Kommission zum Schutz der Donau)

Năm tổ chức quốc tế đáng chú ý khác có trụ sở tại Viên, nhưng ở các cơ sở ngoài VIC, là Tổ chức An ninh và Hợp tác châu Âu (OSCE), Tổ chức các nước xuất khẩu dầu mỏ (OPEC), Quỹ OPEC cho phát triển quốc tế (OFID), Viện Chống Tham nhũng Quốc tế (IACA, International Anti-Corruption Academy) và Viện Quốc tế về Phân tích Hệ thống Ứng dụng (IIASA, International Institute for Applied Systems Analysis).
Trung tâm quốc tế Viên cung cấp các cơ hội mua sắm cho nhân viên của mình và nhân viên của Đoàn công tác thường trực và các tổ chức quốc tế khác có trụ sở tại Viên. Ủy ban, được đặt tên sau các cơ sở tương tự cho nhân viên quân sự Hoa Kỳ tại các trạm khác nhau, cung cấp một lựa chọn quốc tế về thực phẩm và các đồ gia dụng, do đó phục vụ cho nhân viên người nước ngoài (và các thành viên trong gia đình được lựa chọn) có thể mua các đồ quen thuộc mà không sẵn có trong nước chủ nhà Áo. Cửa hàng do IAEA điều hành trên cơ sở phi lợi nhuận.